# Lorica (keverslak)
Lorica is een geslacht van keverslakken uit de familie van de Loricidae.

## Soorten
- Lorica haurakiensis Mestayer, 1921
- Lorica volvox (Reeve, 1847)